# خزان خارجي للمكوك الفضائي

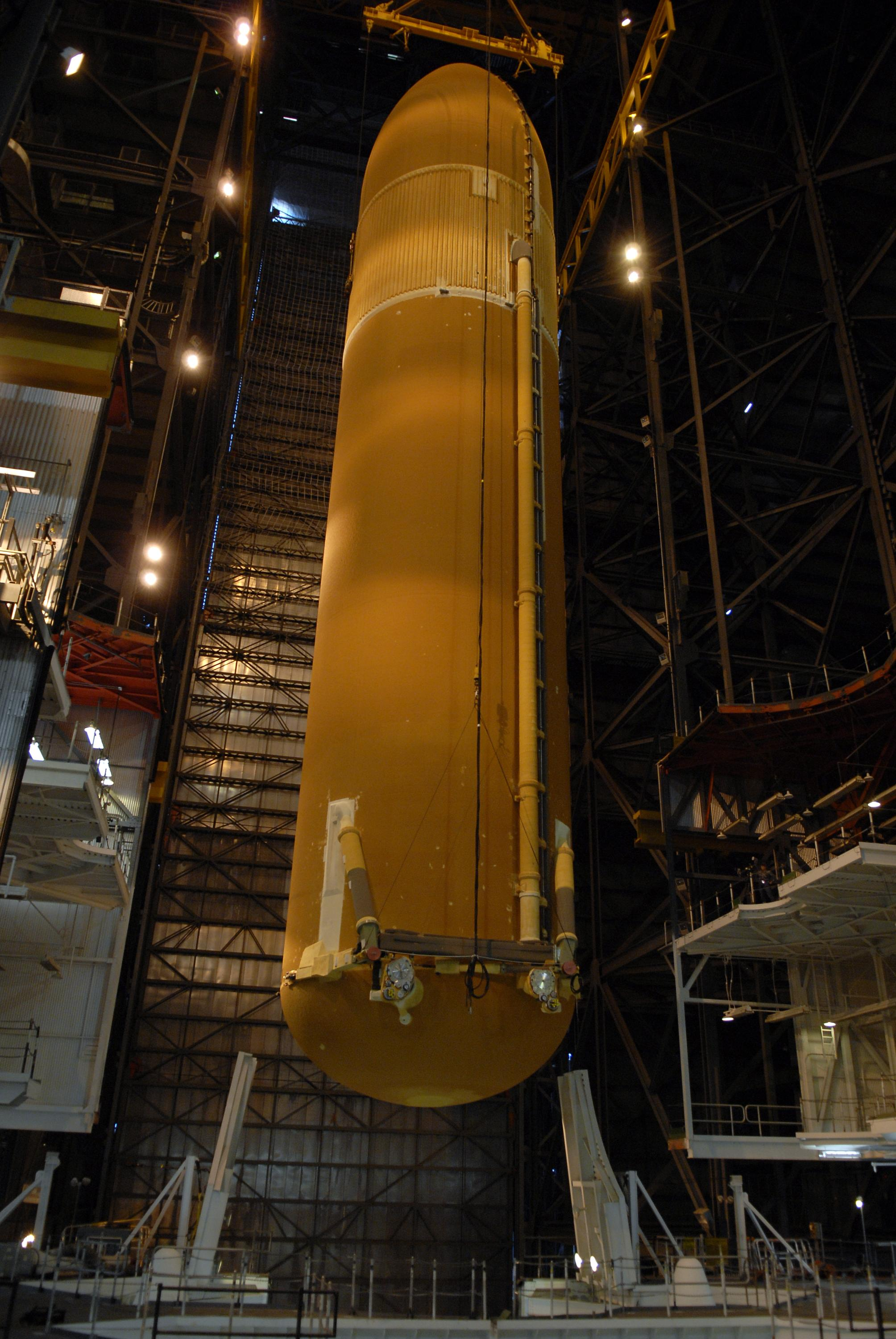
خزان خارجي للمكوك الفضائي

الخزان الخارجي للمكوك الفضائي (بالإنجليزية: The Space Shuttle external tank)‏، هو أحد المكونات الخاصة بمنظومة الإطلاق الصاروخية للمكوك الفضائي، والمحتوي على وقود الهيدروجين السائل بالإضافة إلى الأكسجين السائل باعتباره عاملًا مؤكسدًا. يستخدم هذا الخزان، خلال عملية إطلاق وصعود المكوك، في إمداد محركاته الرئيسية الثلاثة من نوع «آر إس-25» بالوقود والعامل المؤكسد المضغوطين. ينفصل الخزان الخارجي عن المكوك الفضائي بعد مرور 10 ثوانٍ فقط من إغلاق المكوك لمحركاته الرئيسية، ثم يدخل إلى الغلاف الجوي مرةً أخرى حتى يصل إلى الأرض. لم يُعد استخدام هذه الخزانات مرةً أخرى، بخلاف المعززات الصاروخية للمكوك ذات الوقود الصلب التي أعيد استخدامها في البعثات الأخرى. تحطمت هذه الخزانات قبل ارتطامها بسطح المحيط الهندي (أو سطح المحيط الهادي في حالة إطلاق المكوك في مسارات إطلاق الدخول المداري المباشر) بعيدًا عن خطوط الملاحة البحرية، ولهذا تعذر استعادتها.

## نظرة عامة
يعتبر الخزان الخارجي أضخم مكونات منظومة إطلاق المكوك الفضائي، وتعتبر أيضًا أثقلها في الكتلة عند امتلائها بالكامل. يتكون الخزان الخارجي من ثلاثة مكونات رئيسية:
- الخزان الأمامي للأكسجين السائل.
- خزان بيني غير مضغوط يحتوي على أغلب المكونات الكهربية.
- خزان خلفي للهيدروجين السائل، وهو الجزء الأكبر من الخزان الخارجي، ولكنه خفيف من ناحية الكتلة؛ بسبب الكثافة المنخفضة للهيدروجين السائل.

يعتبر الخزان الخارجي أهم مكونات المكوك الفضائي خلال الإطلاق، فهو يوفر دعمًا هيكليًا لربط المكوك الفضائي بالمعززين الصاروخيين. يتصل الخزان بكل معزز صاروخي عبر نقطة اتصال أمامية باستخدام عارضة تعبر خلال الخزان البيني، ونقطة اتصال خلفية عبر سِناد خلفي، ويتصل الخزان بالمكوك عبر مِنصَب اتصال ثنائي من الأمام، ومنصبي اتصال ثنائيين من الخلف. يوجد عند نقطة الاتصال الخلفية أيضًا أنابيب تحمل السوائل، والغازات، والإشارات والطاقة الكهربية بين الخزان والمكوك. نُقلت الإشارات الكهربية وإشارات أنظمة التحكم بين المكوك والمعززين الصاروخيين عبر هذه الأنابيب.
كان من الممكن إعادة استخدام هذه الخزانات الخارجية مرةً أخرى في المدار، على الرغم من أنها كانت تستخدم مرةً واحدةً فقط. شملت الخطط الخاصة بإعادة استخدام هذه الخزانات على إبقائها متصلةً بمحطة الفضاء الدولية؛ لتستخدم باعتبارها مساحةً إضافية للعيش أو مركزًا للأبحاث هناك، أو استخدامها في إمداد المحركات الصاروخية الخاصة بالرحلات بين الكوكبية (مثل بعثات المريخ)، أو استخدامها باعتبارها حاويات للمواد الخام المستخدمة في المصانع المدارية.
فكر العلماء في إعادة استخدام الخزانات الخارجية لحمل الحمولات الضخمة. واقتُرح أن يحمل الخزان المرآة الرئيسية الضخمة لمرصد فضائي بفتحة يصل عرضها سبعة أمتار. اقتُرح أيضًا أن يعاد استخدام الخزان الخارجي في صورة حامل خلفي للبضائع (ACC).

## النُسخ
عملت وكالة ناسا على مر السنين للتقليل من وزن الخزان الخارجي لتزيد من الكفاءة الكلية للمكوك، إذ كانت تزداد كفاءة حمل المكوك الفضائي للحمولات بنحو 0.45 كيلوغرام، ما يعادل رطلًا واحدًا، عند خفض وزن الخزان الخارجي بنحو 0.45 كيلوغرام.

### خزان ذو وزن أساسي
يُعرف الخزان الخارجي الأصلي بالخزان ذو الوزن الأساسي (SWT)، وهو مُصنع من السبيكة 2219، وهي سبيكة قوية من الألومنيوم والنحاس تستخدم في العديد من التطبيقات الفضائية. استُخدم أول نسختين من هذا الخزان خلال البعثتين «إس تي إس-1» و«إس تي إس-2»، ودُهن الخزان خلال هاتين البعثتين باللون الأبيض للحماية من أضرار التعرض للأشعة فوق البنفسجية خلال الفترة الطويلة التي يقضيها المكوك على منصة الإطلاق قبل إطلاقه. وقررت شركة لوكهيد مارتن (مارتن ماريتا سابقًا)، بعد التأكد من عدم جدوى هذا الطلاء، أن تخفض من وزن الخزان بعدم دهانه بهذا الطلاء الأبيض وإبقائه على اللون المشابه للون الصدأ، والذي ينتج من الطلاء العازل للخزان، وكان هذا بدءًا من البعثة «إس تي إس-3»، ووفر هذا نحو 272 كيلوغرامًا من الوزن الكلي.
انخفض وزن الخزان بنحو عدة مئات من الأرطال بعد الاستغناء عن النظام المانع للتبخر. استُخدم هذا النظام لمحاذاة أنابيب إمداد الأكسجين لخلق مسار تدوير للأكسجين السائل بهدف التقليل من تراكم الأكسجين في حالته الغازية داخل أنابيب الإمداد أثناء تزويد الخزان الخارجي بالأكسجين السائل قبل الإطلاق. ولكن تقرر الاستغناء عن هذا النظام في البعثات اللاحقة بعد تقييم البيانات الخاصة بأنظمة الدفع، والتي حُصل عليها عن طريق إجراء عدد من الاختبارات الأرضية على البعثات الأولى. لم يتغير كل من طول وقطر الخزان الخارجي. استُخدم آخر خزان من نوع (SWT) في البعثة «إس تي إس-7»، وكان يبلغ وزنه فارغًا نحو 35000 كيلوغرام.

### الخزان خفيف الوزن
بدأ استخدام الخزان خفيف الوزن (LWT) بدءًا من البعثة «إس تي إس-6». استُخدم هذا الخزان في أغلب رحلات المكوك الفضائي، واستُخدم آخر مرة في البعثة المشؤومة «إس تي إس-107» والمعروفة بكارثة مكوك الفضاء كولومبيا. بلغ الوزن الفارغ لكل خزان من هذا النوع نحو 30000 كيلوغرام تقريبًا، على الرغم من الاختلاف الطفيف بين أوزان هذه الخزانات.
كان سبب هذا الانخفاض في الوزن بين هذه الخزانات والخزانات الأخرى من نوع (SWT) هو الاستغناء عن أجزاء من المكونات الداعمة (وهي دواعم هيكلية موجودة بطول خزان الهيدروجين السائل)، واستخدام عدد أقل من الحلقات الداعمة وإجراء بعض التعديلات على الإطارات الرئيسية بخزان الهيدروجين السائل. أُجريت أيضًا مجموعة من عمليات التفريز على أجزاء من الخزان لتقليل السُمك، وخُفض أيضًا وزن روابط الاتصال الخلفية للخزان مع المعززين الصاروخيين، وذلك باستخدام روابط أقوى وأخف في الوزن مصنوعة  من سبيكة تيتانيوم أقل في التكلفة.

### الخزان فائق الخفة
استُخدم الخزان فائق الخفة (SLWT) أول مرة عام 1988 في البعثة «إس تي إس-91» واستُخدمت في جميع البعثات اللاحقة باستثناء البعثتين «إس تي إس-99» و«إس تي إس-107». يتميز الخزان فائق الخفة بتصميم مطابق تمامًا لتصميم الخزان خفيف الوزن فيما عدا اعتماده على سبيكة الألومنيوم-الليثيوم (Al-2195) في جزء كبير من هيكل الخزان. ساهمت هذه السبيكة بشكل كبير في خفض وزن هذا الخزان بنحو 3175 كيلوغرامًا مقارنةً بالخزان خفيف الوزن. استخدمت الشركة المُصنعة لهذا الخزان تقنية اللحام التحريكي الاحتكاكي. احتفظت ناسا بخزان من نوع الخزان خفيف الوزن ليكون تحت الطلب إذا استدعت الظروف حتى نهاية عصر المكوك الفضائي، على الرغم من أن جميع الخزانات الخارجية التي استُخدمت بعد صناعة الخزان فائق الخفة كانت من نفس هذا النوع. زاد الخزان فائق الخفة من الأداء الذي يحتاجه المكوك ليصل إلى محطة الفضاء الدولية بنحو 50%. تمكن المكوك الفضائي من حمل المزيد من الحمولات إلى مدار محطة الفضاء الدولية شديد الميل، وذلك بفعل انخفاض وزن الخزان فائق الخفة.

### المواصفات التقنية
مواصفات الخزان فائق الخفة
- الطول: 46.9 متر
- القطر: 8.4 متر
- الوزن الفارغ: 26500 كيلوغرام
- الوزن الكلي لحظة الإطلاق: 760000 كيلوغرام

خزان الأكسجين السائل
- الطول: 16.6 متر
- القطر: 8.4 متر
- الحجم (عند ضغط 22 رطل لكل بوصة مربعة): 553358 لتر
- كتلة الأكسجين السائل (عند ضغط 22 رطل لكل بوصة مربعة): 629340 كيلوغرام
- ضغط التشغيل: 239 إلى 253 كيلوباسكال

الخزان البيني
- الطول: 6.9 متر
- القطر: 8.4 متر

خزان الهيدروجين السائل
- الطول: 29.6 متر
- القطر: 8.4 متر
- الحجم (عند ضغط 29.3 رطل لكل بوصة مربعة): 1497440 لتر
- كتلة الهيدروجين السائل (عند ضغط 29.3 رطل لكل بوصة مربعة): 106261 كيلوغرام
- ضغط التشغيل: 220 إلى 230 كيلوباسكال
- حرارة التشغيل: 252.8 درجة مئوية تحت الصفر